# Callihormius texanus
Callihormius texanus är en stekelart som beskrevs av Marsh 1966. Callihormius texanus ingår i släktet Callihormius och familjen bracksteklar. Inga underarter finns listade.